# Tepe Siyalk

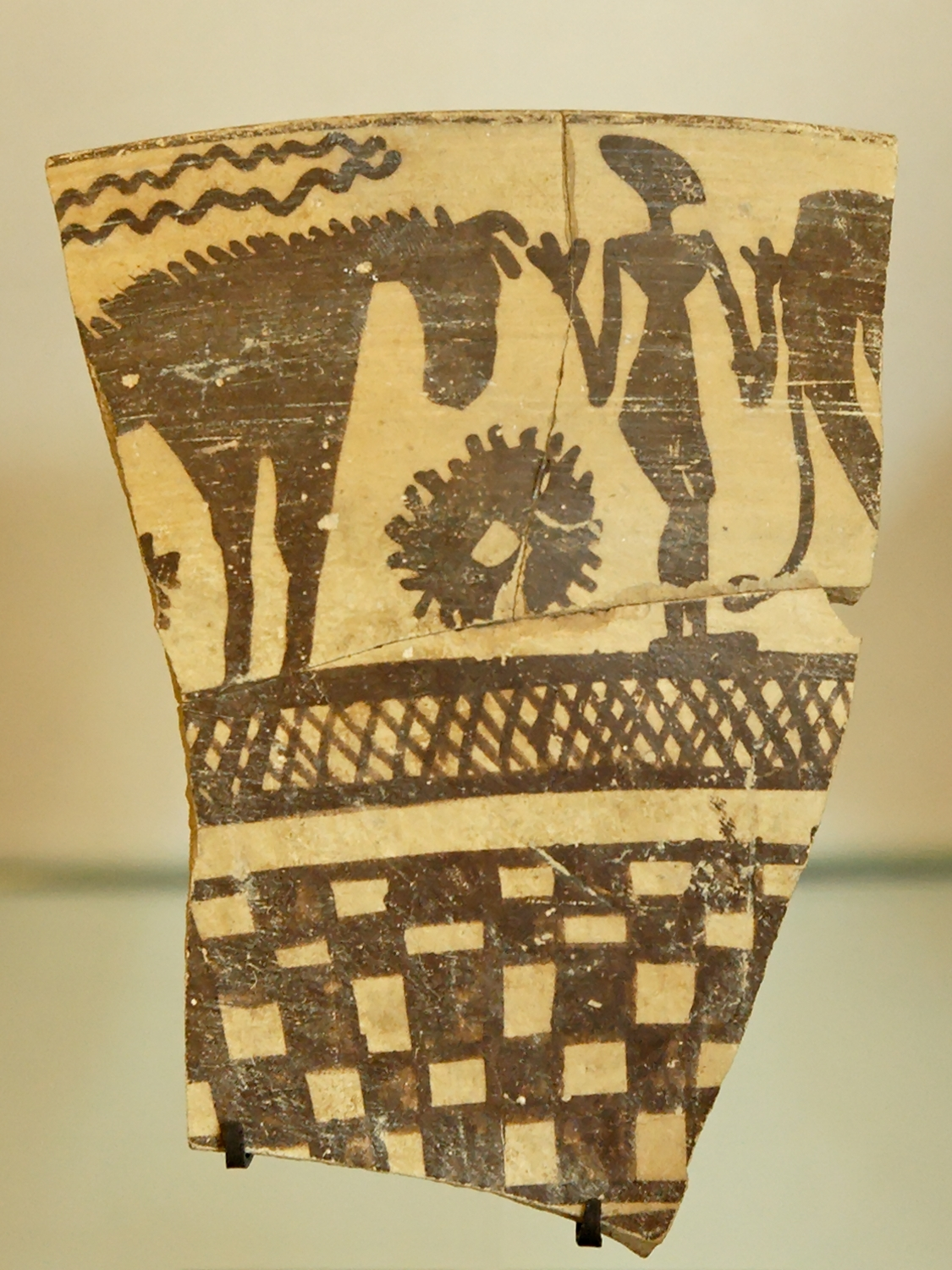
Frammento di vaso con figura umana tra due cavalli. Terracotta, inizio del IV millennio a.C., Louvre, Parigi

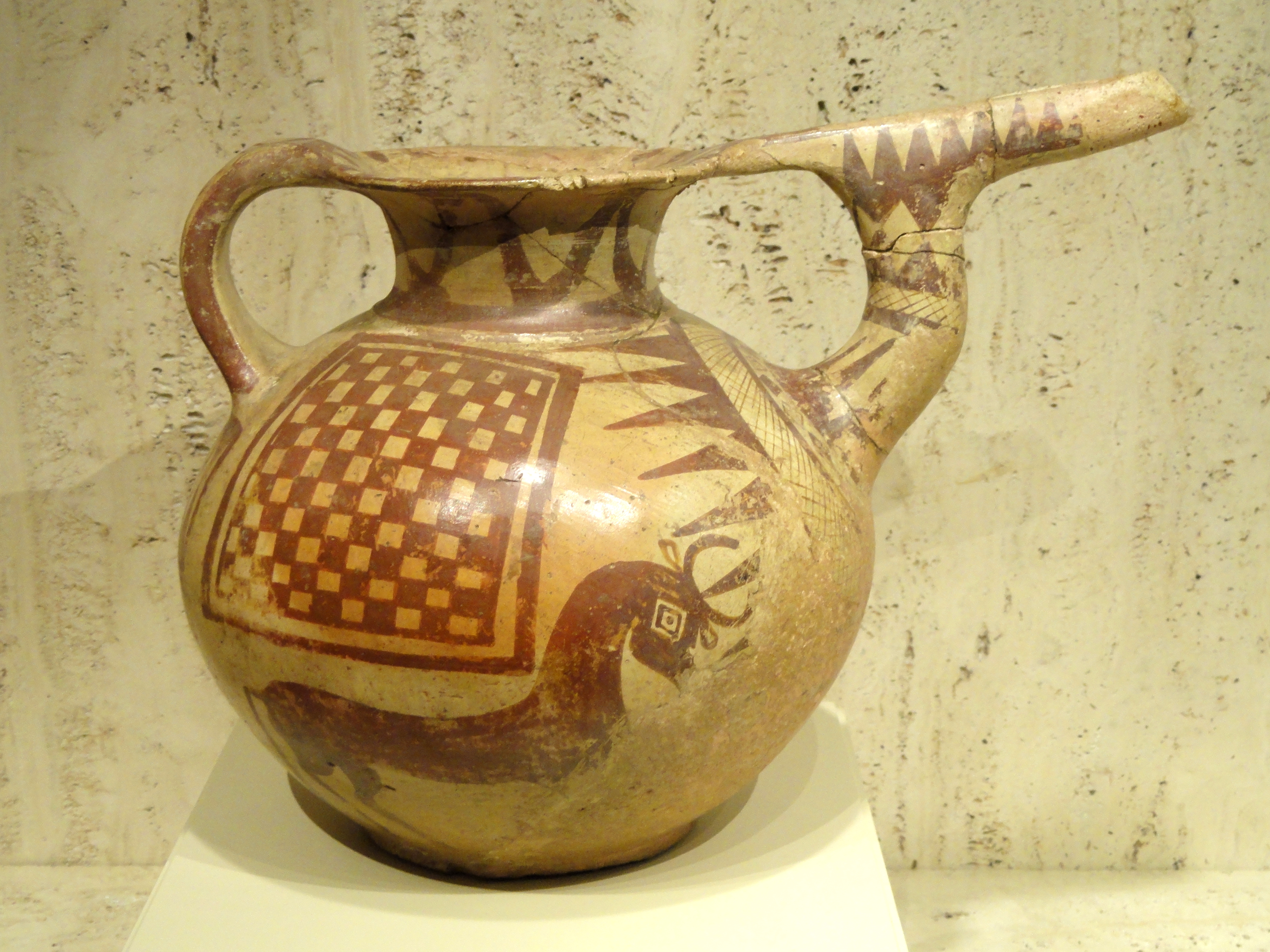
Terracotta, inizio del I millennio a.C., Nelson-Atkins Museum of Art, Kansas City

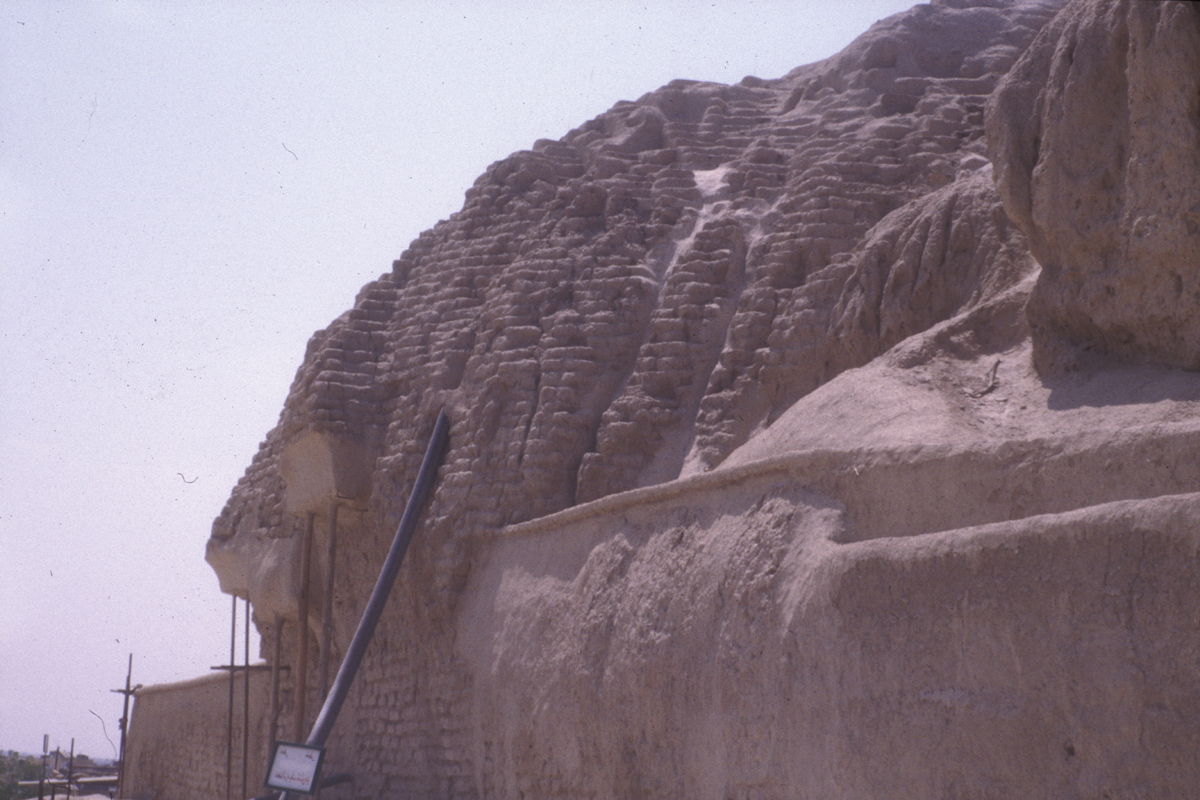
Tepe Siyalk, le mura della seconda piattaforma del primo tepe.

Tepe Siyalk (in lingua persiana:  تپه سیلک) è un sito archeologico localizzato sull'altipiano centrale iraniano, tra Teheran ed Isfahan, tre chilometri a sud-est della moderna cittadina di Kashan. Il sito fu scavato tra il 1933 ed il 1937 dall'archeologo francese Roman Ghirshman, che pubblicò una monografica sugli scavi l'anno successivo.
Il sito comprende due colline (tepe), una settentrionale ed una meridionale, poste a circa 600 metri una dall'altra; studi congiunti tra l'organizzazione iraniana per gli studi archeologici, il Louvre e l'Institut Francais de Recherche en Iran hanno verificato che il primo insediamento risale al 6000-5500 a.C., mentre una ziggurat fu costruita verso il 3000 a.C.. Gli scavi hanno scoperto due necropoli che sono state datate tra l'inizio del III millennio a.C. e l'inizio del I millennio a.C., ma la civiltà fiorì durante il II millennio a.C..
Gli scavi di entrambe le colline hanno portato alla luce numerosi frammenti di manufatti ceramici di color crema o rosso, alcuni monocromatici, ma altri con decorazioni in color nero. La decorazione è sempre dipinta sull'esterno del vaso: il periodo più antico (periodo IV), intorno al 3000 a.C., comprende manufatti già abbastanza raffinati, come anfore, giare e crateri, decorati con linee orizzontali.
Il successivo periodo III del II millennio a.C. costituisce la miglior produzione di ceramica dipinta e proviene per la maggior parte dalla collina meridionale. Sono stati recuperati scodelle, bicchieri, calici, vasi a becco e di forma zoomorfa prodotti a mano libera, senza utilizzare la ruota, quasi tutti decorati con figure di color nero. Il repertorio iconografico è costituito da motivi geometrici a scacchiera, triangoli neri, linee ondulate verticali ed orizzontali. In alcuni pezzi singoli possono comparire stormi di uccelli, serpenti e motivi geometrici a scaglie; talvolta si possono anche trovare figure umane, il più delle volte tra animali domestici come l'asino. In altri reperti si vedono montagne stilizzate che formano uno sfondo selvaggio, dove vi sono animali come il leone. In una fase più tarde le figure divennero più stilizzate, ma allo stesso tempo la composizione si fece più complessa e raffinata, con l'inclusione di scene di caccia con figure nude, le cui teste e piedi sono viste di profilo, mentre i busti sono visti di fronte. In conclusione si può affermare che i pittori su ceramica del periodo III di Tepe Siyalk riuscirono a produrre un vasto repertorio figurativo oltre a quello geometrico, raggiungendo gli stessi livelli artistici di Susa e della Cultura di Ubaid.
Dai reperti ritrovati sembra che la collina settentrionale si sia sviluppata in un periodo più tardo (periodo II, II-I millennio a.C.): infatti, sono venuti alla luce manufatti di più semplice composizione, con animali stilizzati, probabilmente pecore e capre, rappresentati in file orizzontali in una composizione molto schematica. 
Il periodo I, ultimo del sito, è quello con il repertorio più vasto; sono state ritrovate grandi scodelle e vasi con decorazioni a scacchiera, a reticolo, con linee ondulate o spezzate e con ampie bande orizzontali.